# Sex des Branlettes
Pour les articles homonymes, voir Sex et Branlette (homonymie).
Le Sex des Branlettes (prononcé /se de bʁɑ̃lɛt/) est un sommet de Suisse culminant à 2 621 mètres d'altitude et situé sur le territoire de la commune de Bex, dans les Alpes vaudoises.

## Toponymie
L'appellatif toponymique sex est issu ultimement du latin saxum et signifie « rocher ». Le déterminant complémentaire Branlette est le nom d'usage populaire pour désigner la ciboulette. La lettre x de l'élément Sex ne se prononce pas, il s'agit d'une graphie savante d'après l'étymologie latine.

## Géographie
Le Sex des Branlettes est situé dans le Sud-Ouest de la Suisse, au sud-est du lac Léman et au nord de Martigny, dans la partie sud-ouest des Alpes bernoises. Administrativement, il se trouve dans le canton de Vaud, sur le territoire de la commune de Bex du district d'Aigle.
Dernier sommet sur une crête partant de la Tête à Pierre Grept, il culmine à 2 904 mètres d'altitude, et se dirige vers le nord. Cette petite ligne de crête s'étire plus ou moins parallèlement à la ligne de crête principale séparant le versant nord (où se trouve ce sommet) du versant sud des Alpes bernoises. Le sommet le plus proche du Sex des Branlettes est la Pierre qu'Abotse au sud suivi de son antécime le Gros Sex au sud-ouest. Le tout est situé au nord-est du Grand Muveran, le principal sommet de ce secteur s'élevant à 3 051 mètres d'altitude.
Le versant oriental du Sex des Branlettes est constitué d'une petite vallée occupée à son sommet par le glacier de Paneirosse. Cette vallée se dirige vers le nord sur environ un kilomètre avant de contourner le Sex des Branlettes et déboucher ensuite sur le versant occidental de la montagne. C'est là que se trouvent les chalets d'alpage de La Vare, les habitations les plus proches de la montagne. Le torrent qui prend sa source dans ce secteur s'éloigne ensuite de la montagne vers l'ouest en passant au pied des Plans-sur-Bex, le hameau le plus proche accessible par une route en cul-de-sac remontant le torrent de l'Avançon depuis le village de Bex.
La pelouse alpine qui s'étend entre les éboulis, la roche nue et les barres rocheuses constitue la seule végétation couvrant ce sommet.